# The Return of a President
|  | Denne artikel er oprettet af botten Steenthbot ud fra en ekstern database. Den kan derfor have sproglige fejl eller mangler. Denne skabelon kan fjernes efter kontrol af indholdet. |

The Return of a President er en dansk dokumentarfilm fra 2017 instrueret af Lotte Mik-Meyer.

## Handling
Et militærkup i 2009 i Madagaskar tvang på brutal vis den demokratisk valgte og populære tidligere madagaskiske præsident, Marc Ravalomanana, i eksil i Sydafrika. Efter kuppet samlede han et hold af rådgivere, der skulle finde frem til, hvem der var bag kuppet, der forviste ham ud af sit eget land. Med hjælp fra en privat milits, indtog en ung radio DJ, forretningsmand og aspirerende politiker det højeste embede i det afrikanske land, og efterlod store dele af befolkningen i fattigdom og hungersnød.
Den fortrængte præsident søger på determineret vis en fredelig tilbagekomst til sit land og hans embede, men realiserer hurtigt, at han må navigere i et minefelt af politisk intrige og særinteresser. Han forsøger derfor igennem verdenssamfundets organer at mediere en diplomatisk løsning.
Igennem en femårig optageperiode og unik adgang til præsidentens private sfære og fortrolige møder med hans rådgivere samt internationale møder, fortæller 'En præsident vender tilbage - Efter kuppet i Madagaskar' den utrolige og intime historie om det politisk magt- og rænkespil i forbindelse med det madagaskiske coup d’etat i 2009, og følger den landsforviste tidligere præsident i hans kamp for at vende tilbage til sit hjemland for at geninstallere demokratiet til Madagaskar.